# Myrtea spinifera
Myrtea spinifera ist eine Muschelart aus der Familie der Mondmuscheln (Lucinidae). Sie kommt im Nordatlantik vor.

## Merkmale
Das gleichklappige, mäßig aufgeblähte Gehäuse ist eiförmig mit jeweils gerundeten Knicken an Vorder- und Hinterende. Es wird bis 26 mm lang. Ein kleineres Exemplar maß: 20 mm lang, 17 mm hoch und 8 mm dick im Querschnitt (beide Klappen). Daraus resultiert ein Längen-Höhenverhältnis von knapp 1,2. Das Gehäuse ist ungleichseitig, die kleinen, spitzen Wirbel sind schräg nach vorne eingerollt und leicht zum Vorderende hin verlagert (auf etwa 40 % der Gesamtgehäuselänge vom Vorderende entfernt). Der hintere Dorsalrand ist fast gerade bis leicht konvex gewölbt. Der Hinterrand ist fast senkrecht und gerade abgestutzt. Der vordere Dorsalrand setzt tiefer an, ist gerade bis leicht konkav gewölbt. Der Vorderrand ist ebenfalls etwas abgestutzt, sitzt etwas höher als der Hinterrand und fällt schräg nach vorne ab. Der Ventralrand ist sehr weit ausgerundet. 
Es ist eine kurze, tiefe, eiförmige Lunula vorhanden. Die Area (Schildchen) ist lang und tief. Lunula und Area sind begrenzt durch knötchenähnliche oder zähnchenähnliche Fortsätze der Skulptur. Das Ligament ist ein hellbraunes Band, das etwa die Hälfte der Strecke des hinteren Dorsalrandes einnimmt. In der rechten Klappe ist ein Kardinalzahn vorhanden, in der linken Klappe sind es zwei Kardinalzähne. In beiden Klappen ist zudem je ein vorderer und ein hinterer Lateralzahn entwickelt. Entlang des Dorsalrandes kann je ein Kamm entwickelt sein, der als zusätzlicher Lateralzahn erscheint. Die Mantellinie ist vollständig, nicht eingebuchtet. Der vordere Schließmuskel ist größer, länger und schmaler als der hintere Schließmuskel.
Die mäßig dicke und feste Schale ist weiß oder cremefarben. Die Skulptur besteht aus ca. 40 konzentrischen Lamellen, die zum Vorder- und Hinterende hin mit Knötchen besetzt sind. In den Zwischenbereichen sind feine Anwachsstreifen zu sehen. Der Gehäuseinnenrand ist glatt. Das Periostracum ist eine dünne, cremefarbene, organische Lage. Die Innenseite der Schale ist ebenfalls weißlich, kann aber noch eine leichte pinkfarbene Tönung haben.

## Geographische Verbreitung und Lebensraum
Das Verbreitungsgebiet erstreckt sich von Norwegen bis in das Mittelmeer. Sie kommt auch in den Gewässern um die Kanarischen Inseln, Madeira, den Kapverdischen Inseln und den Azoren vor.
Myrtea spinifera lebt in schlammigen und schlammig-sandigen, auch schlammig-kiesigen Sedimenten von unterhalb der Niedrigwasserlinie bis in etwa 250 m Wassertiefe. Selten ist sie auch tiefer, max. bis 900 m Wassertiefe anzutreffen.

## Taxonomie
Das Taxon wurde von George Montagu 1803 als Venus spinifera eingeführt. Es wird heute allgemein anerkannt; es ist die Typusart der Gattung Myrtea Turton, 1822.

## Belege

### Online
- Marine Bivalve Shells of the British Isles: Myrtea spinifera (Montagu, 1803) (Website des National Museum Wales, Department of Natural Sciences, Cardiff)
- Marine Species Identification Portal: Myrtea spinifera (Montagu, 1803)